# Fridtjof-Sund
Der Fridtjof-Sund (ursprünglich Frithiofs Sund, englisch Fridtjof Sound, in Argentinien Estrecho Fridtjof, in Chile Paso Fridtjof) ist eine 3 km breite Meerenge vor dem nordöstlichen Ausläufer der Antarktischen Halbinsel. Sie verläuft über eine Länge von 10 km in nord-südlicher Richtung und trennt die Tabarin-Halbinsel von der Andersson- und der Jonassen-Insel.
Wissenschaftler der Schwedischen Antarktisexpedition (1901–1903) unter der Leitung Otto Nordenskjölds entdeckten und kartierten den Seeweg am 15. Januar 1902. Nordenskjöld benannte ihn nach dem von Olof Gyldén geführten Dreimaster Frithjof (auch Fridtjof oder Frithiof), der 1903 an der Suche nach der zu diesem Zeitpunkt verschollenen Expedition beteiligt war.